# Krigsåret 1987

## Pågående krig
- Eritreanska frihetskriget
- Afghansk-sovjetiska kriget (1979-1989)
  - Sovjet och Afghanistan på ena sidan
  - Afghanska mujahedin (med stöd från USA, Pakistan och flera arabländer) på den andra sidan

- Inbördeskriget i El Salvador (1979-1992)[1]

- Inbördeskriget i Sri Lanka (1983- )

- Iran–Irak-kriget (1980-1988)[1]
  - Iran på ena sidan
  - Irak på andra sidan

## Händelser

### Januari
- 9 januari - Iran inleder offensiven Karbala-5 i kriget mot Irak.[2]
- 13 januari - I Sverige gör Sveriges socialdemokratiska arbetareparti och Folkpartiet upp om kostnadsprogrammet för Sveriges försvar åren 1987-1992.[2]
- 15 januari - Afghanske gerillaledaren Mohammed Naibullah tillkännager i ett tal inför Nationella fosterlandsfronten att en överenskommelse träffats om sovjetisk reträtt ur Afghanistan.[2]

### Februari
- 3 februari - USA genomför ett kärnvapenprov i Mojaveöknen i Nevada.[2]
- 22 februari - Syriska grupper tränger in i Beiruts västra förorterna.[2]
- 26 februari - Sovjetunionen genomför en underjordisk kärnvapenprovsprängning utanför Semipalatinsk i Kazakiska SSR.[2]

### Mars
- 30 mars - Nobel Industrier erkänner att man gjort sig skyldiga till flera fall av otillåten export av krigsmateriel.[2]

### April
- 20 april
  - General José Segundo Dante Caridi utnämns till ny arméchef i Argentina.[2]
  - 67-årige estländske krigsförbrytaren Karl Linnas utvisar av Sovjetunionen till USA.[2]
- 26 april
  - 50-årsminnet av flygbombningarna av Guernica 1937 uppmärksammas i Spanien.[2]
  - Första provexemplaret av JAS 39 Gripen premiärvisas i Linköping.[2]

### Maj
- 11 maj - Rättegången mot 73-årige krigsförbrytaren Klaus Barbie inleds i Frankrike.[2]
- 18 maj - 37-personer dödas då amerikanska fregatten USS Stark träffas av två Frankrikebyggd Exocet-robot, avlossad från ett irakiskt stridsflygplan av typen Mirage F1, ute på Persiska viken i Bahrains farvatten.[2]

### Juni
- 5 juni - Sverige meddelar att man tänker dra tillbaka sin FN-styrka från Cypern vid årsskiftet, efter 23 års närvaro, då Sverige inte fått betalt för trupperna sedan 1979.[2]
- 10 juni - Sri Lankas säkerhetsminister Lalith Athulathmudali meddelar att Sri Lankas armé avslutat offensiven mot LTTE-gerillan i norr och öster.[2]
- 11 juni - Krigsförbrytaren Klaus Barbie döms i Lyon till livstids fängelse för att under andra världskriget förklarats skyldig till att ha mördat tusentals judar och franska motståndsmän.[2]
- 17 juni - SIPRI meddelar att 36 olika krig eller väpnade konflikter utkämpades i världen under 1986, fastän FN under 1985 utropade 1986 som Internationella fredsåret.[2]

### Juli
- 9 juli - Fyra medlemmar i samma familj dödas, och sju andra såras allvarligt, då kurdiska rebeller angriper en by i sydöstra Turkiet.[2]
- 21 juli - 388 personer uppges ha dödats av en Sydafrikastödd gerillagrupp i Homoine i Moçambique.[2]
- 29 juli - I Colombo undertecknas ett fredsfördrag i inbördeskriget i Sri Lanka.[2]

### Augusti
- Augusti - Irans mineringar i Persiska viken skadar flera oljefartyg, och USA, Frankrike och Storbritannien skickar fartyg till området för att säkra sjövägen för bland annat oljefartygen.[2]
- 7 - Vid ett möte i Guatemala City i Guatemala samlas flera ledare för att diskutera en fredsplan för Centralamerikas stater. Fredsplanen föreslås av Costa Ricas president Oscar Arias Sánchez.[2]
- 28 augusti - Cirka 300 revolterande armésoldater i Filippinerna försöker storma presidentpalatset, och intar flera TV-stationer.[2]

### September
- 5 september - Ett 50-tal människor dödas, och ett 70-tal skadas, då israeliskt stridsflyg angriper Ain al-Hilweh i Libanon.[2]
- 11 september - Gränskriget mellan Libyen och Tchad, som pågått sedan 1973, avblåses genom vapenvila.[2]
- 19 september - Bofors VD Per Morberg och Nobel Industriers chefsjurist Lars Göhlin avslutar ett veckolångt besök i MNew Delhi angående svensk vapenförsäljning till Indien.[2]
- 22 september - Nicaraguas regering utlyser "successiv vapenvila".[2]

### Oktober
- 8-9 oktober – 100-årsminnet av Che Guevaras död uppmärksammas.[2]
- 10 oktober – Sveriges FN-batoljon lämnar Cypern.[2]
- 25 oktober – Indiska styrkor uppger att man tagit kontroll över LTTEs största fäste, Jaffna, i norra Sri Lanka.[2]

### December
- 8 - En israelisk armébil dödar palestinska ungdomar i Gazaremsan och triggrar Första intifadan.
- 27 december - I Afghanske bryter gerillan den sovjetisk-afghanska belägringen av garnisonsstaden Khost.[2]

## Avlidna
- 21 februari - Pjotr Grigorenko, 79, sovjetisk generalmajor.[2]
- 2 juli - Karl Linnas, estländsk krigsförbrytare.[2]
- Juli - Feodor Fedorenko, nazistisk krigsförbrytare (avrättad).[2]
- 17 augusti - Rudolf Hess, 93, tysk krigsförbrytare i andra världskriget.[2]
- 14 november - Pieter Nicolas Menten, 88, nederländsk krigsförbrytare i andra världskriget.[2]

### Fotnoter
1. 1 2  ”Chronological List of All Wars”. Arkiverad från originalet den 9 oktober 2014. https://web.archive.org/web/20141009082543/http://www.correlatesofwar.org/COW2%20Data/WarData_NEW/WarList_NEW.pdf. Läst 29 juni 2011.
2. 1 2 3 4 5 6 7 8 9 10 11 12 13 14 15 16 17 18 19 20 21 22 23 24 25 26 27 28 29 30 31 32 33 34 35 36   Horisont 1987. Bertmarks